# سانست بلوار
سانست بلوار (به انگلیسی: Sunset Boulevard) فیلمی نوآر محصول سال ۱۹۵۰ آمریکا به کارگردانی و نویسندگی بیلی وایلدر است. این فیلم در زمان اکران خود برای دریافت ۱۱ جایزه اسکار نامزد شد که ۳ تای آنها را کسب کرد. در سال ۱۹۹۸ انجمن فیلم آمریکا سانست بلوار را به عنوان دوازدهمین فیلم در لیست ۱۰۰ فیلم برتر آمریکایی قرن بیستم انتخاب کرد.
این فیلم برای اولین بار در دهه سی با میان‌نویس فارسی و با نام "غروب یک ستاره" در ایران به نمایش درآمد. در سال‌های بعد نیز با گویندگی چنگیز جلیلوند، نصرالله مدقالچی و سایرین دوبله شد اما هرگز مجوز پخش نگرفت.

## خلاصه داستان
جو گلیس فیلمنامه‌نویسی است که دُچار مشکلات مالی شده‌است و به شِدت به پول نیاز دارد. یک روز زَمانی که جو در حال فرار کردن از دست طَلبکاران خود است به‌طور اتفاقی وارد خانه نورما دزموند سِتاره سابق هالیوود می‌شود که دیگر شهرت گذشته را ندارد. در این میان نورما که هنوز در توهم شُهرت است عاشق جو گلیس شده و از او می‌خواهد پیش او بماند...

## درباره فیلم
باستر کیتون بازیگر مشهور سینمای صامت نقشی کوتاه و بدون دیالوگ در این فیلم دارد و سیسیل ب دومیل کارگردان مشهور نیز در این فیلم در نقش خودش بازی کرده است.

## جوایز
برنده اسکار بهترین فیلمنامه غیراقتباسی
برنده اسکار بهترین موسیقی فیلم
برنده اسکار بهترین طراحی صحنه